# Plan comptable des associations
Le plan comptable des associations est une adaptation du plan comptable général (PCG), d'abord normalisé par le règlement n°99-01 du 16 février 1999 de l'Autorité des Normes Comptables (ANC), homologué par l'arrêté ministériel du 22 juin 1999 (paru au Journal Officiel du 21 septembre 1999).
Il est aujourd'hui défini par le règlement n°2018-06 du 5 décembre 2018 (paru au Journal Officiel du 30 décembre 2018).

## Cadre comptable
| Comptes de bilan                          | Comptes de bilan                                               | Comptes de bilan                         | Comptes de bilan                                        | Comptes de bilan                                    | Comptes de résultat                                                                   | Comptes de résultat                                                     | Documents annexes                                   |
| Classe 1                                  | Classe 2                                                       | Classe 3                                 | Classe 4                                                | Classe 5                                            | Classe 6                                                                              | Classe 7                                                                | Classe 8                                            |
| ----------------------------------------- | -------------------------------------------------------------- | ---------------------------------------- | ------------------------------------------------------- | --------------------------------------------------- | ------------------------------------------------------------------------------------- | ----------------------------------------------------------------------- | --------------------------------------------------- |
| Comptes de fonds associatifs              | Comptes d'immobilisations                                      | Stocks et en-cours                       | Comptes de tiers                                        | Comptes financiers                                  | Comptes de charges                                                                    | Comptes de produits                                                     | Comptes spéciaux                                    |
| 10. Fonds propres et réserves             | 20. Immobilisations incorporelles                              | Non affecté                              | 40. Fournisseurs et comptes rattachés                   | 50. Valeurs mobilières de placement                 | 60. Achats (sauf 603) 603. Variations des stocks (approvisionnements et marchandises) | 70. Ventes de produits fabriqués, prestations de services, marchandises | Non affecté                                         |
| 11. Éléments en instance d'affectation    | 21. Immobilisations corporelles                                | 31. Matières premières et fournitures    | 41. Clients, adhérents, usagers et comptes rattachés    | 51. Banques, établissements financiers et assimilés | 61. Services extérieurs                                                               | 71. Production stockée (ou déstockage)                                  | Non affecté                                         |
| 12. Résultat de l'exercice                | 22. Immobilisations mises en concession                        | 32. Autres approvisionnements            | 42. Personnel et comptes rattachés                      | Non affecté                                         | 62. Autres services extérieurs                                                        | 72. Production immobilisée                                              | Non affecté                                         |
| 13. Subventions d'investissement          | 23. Immobilisations en cours                                   | 33. En-cours de production de biens      | 43. Sécurité sociale et autres organismes sociaux       | 53. Caisse                                          | 63. Impôts, taxes et versements assimilés                                             | 73. Concours publics                                                    | Non affecté                                         |
| Non affecté                               | 24. Biens reçus par legs ou donations destinés à être cédés    | 34. En-cours de production de services   | 44. État et autres collectivités publiques              | 54. Régies d'avances et accréditifs                 | 64. Charges de personnel                                                              | 74. Subventions d'exploitation                                          | Non affecté                                         |
| 15. Provisions                            | Non affecté                                                    | 35. Stocks de produits                   | 45. Confédération, fédération, union, entités affiliées | Non affecté                                         | 65. Autres charges de gestion courante                                                | 75. Autres produits de gestion courante                                 | Non affecté                                         |
| 16. Emprunts et dettes assimilées         | 26. Participations et créances rattachées à des participations | Non affecté                              | 46. Débiteurs divers et créditeurs divers               | Non affecté                                         | 66. Charges financières                                                               | 76. Produits financiers                                                 | 86. Emplois des contributions volontaires en nature |
| Non affecté                               | 27. Autres immobilisations financières                         | 37. Stocks de marchandises               | 47. Comptes d'attente                                   | Non affecté                                         | 67. Charges exceptionnelles                                                           | 77. Produits exceptionnels                                              | 87. Contributions volontaires en nature             |
| 18. Comptes de liaison des établissements | 28. Amortissements des immobilisations                         | Non affecté                              | 48. Comptes de régularisation                           | 58. Virements internes                              | 68. Dotations aux amortissements, provisions et engagements                           | 78. Reprises sur amortissements, dépréciations et provisions            | Non affecté                                         |
| 19. Fonds dédiés ou reportés              | 29. Dépréciation des immobilisations                           | 39. Dépréciations des stocks et en-cours | 49. Dépréciations des comptes de tiers                  | 59. Dépréciation des comptes financiers             | 69. Impôts sur les bénéfices                                                          | 79. Transferts de charges                                               | Non affecté                                         |

## Classe 1: Comptes de fonds associatifs

### 10. Fonds propres et réserves
102 - Fonds propres sans droit de reprise
- 1021 - Première situation nette établie
- 1022 - Fonds statutaires
- 1023 - Dotations non consomptibles
  - 10231 - Dotations non consomptibles initiales'
  - 10232 - Dotations non consomptibles complémentaires
- 1024 - Autres fonds propres sans droit de reprise
- 1025 - Legs et donations avec contrepartie d'actifs immobilisés
- 1026 - Subventions d'investissement affectées à des biens renouvelables

103 - Fonds propres avec droit de reprise
- 1031 - Valeur des biens affectés (repris à la fin du contrat d'apport)
- 1032 - Fonds statutaires
- 1033 - Valeur des biens non affectés (repris à la fin du contrat d'apport)
- 1034 - Autres fonds propres avec droit de reprise
- 1035 - Legs et donations avec contrepartie d'actifs immobilisés assortis d'une obligation ou d'une condition
- 1036 - Subventions d'investissement affectées à des biens renouvelables
- 1039 - Fonds associatif avec droit de reprise inscrit au compte de résultat

105 - Écarts de réévaluation
- 1051 - Écarts de réévaluation sur des biens sans droit de reprise
- 1052 - Écarts de réévaluation sur des biens avec droit de reprise

106 - Réserves
- 1062 - Réserves indisponibles
- 1063 - Réserves statutaires ou contractuelles
- 1064 - Réserves réglementées
- 1068 - Réserves pour projet de l'entité
  - 10682 - Réserves pour investissements
  - 10683 - Réserves de trésorerie (provenant du résultat)
  - 10688 - Réserves diverses

108 - Dotations consomptibles
- 1081 - Dotations consomptibles
- 1089 - Dotations consomptibles inscrites au compte de résultat

### 11. Éléments en instance d'affectation
110 - Report à nouveau (solde créditeur)

115 - Résultat sous contrôle de tiers financeurs

119 - Report à nouveau (solde débiteur)

### 12. Résultat de l'exercice
120 - Résultat de l'exercice (excédent)

129 - Résultat de l'exercice (déficit)

### 15. Provisions
151 - Provisions pour risques
- 1516 - Provisions pour risques d'emploi
- 1518 - Autres provisions pour risques

152 - Provisions pour charges sur legs ou donations

157 - Provisions pour charges à répartir sur plusieurs exercices
- 1572 - Provisions pour grosses réparations

### 16. Emprunts et dettes assimilées
163 - Autres emprunts obligataires
- 1631 - Titres associatifs et assimilés

164 - Emprunts auprès des établissements de crédit

167 - Emprunts et dettes assortis de conditions particulières

168 - Autres emprunts et dettes assimilées
- 1681 - Autres emprunts
- 1685 - Rentes viagères capitalisées
- 1687 - Autres dettes
- 1688 - Intérêts courus

### 18. Comptes de liaison des établissements
181 - Apports permanents entre siège social et établissements

185 - Biens et prestations de service échangés entre l'établissement et le siège social

186 - Biens et prestations de service échangés entre établissements (charges)

187 - Biens et prestations de service échangés entre établissements (produits)

### 19. Fonds dédiés ou reportés
191 - Fonds reportés liés aux legs et donations
- 1911 - Legs ou donations
- 1912 - Donations temporaires d'usufruits

194 - Fonds dédiés sur subventions d'exploitation

195 - Fonds dédiés sur contributions financières d'autres organismes

196 - Fonds dédiés sur ressources liées à la générosité du public

197 - Fonds dédiés sur legs et donations affectés

198 - Excédent disponible après affectation au projet associatif

199 - Reprise des fonds affectés au projet associatif

## Classe 2: Comptes d'immobilisations

### 20. Immobilisations incorporelles
201 - Frais d'établissement

203 - Frais de recherche et développement

204 - Donations temporaires d'usufruit

205 - Concessions et droits similaires, brevets, licences, marques, procédés, logiciels, droits et valeurs similaires

206 - Droit au bail

208 - Autres immobilisations incorporelles

### 21. Immobilisations corporelles
211 - Terrains
- 2111 - Terrains nus
- 2112 - Terrains aménagés
- 2113 - Sous-sols et sur-sols
- 2115 - Terrains bâtis

212 - Agencements et aménagements de terrains
- 2121 - Terrains nus
- 2122 - Terrains aménagés
- 2123 - Sous-sols et sur-sols
- 2125 - Terrains bâtis

213 - Constructions
- 2131 - Bâtiments
- 2135 - Installations générales, agencements, aménagements des constructions

214 - Constructions sur sol d'autrui
- 2141 - Bâtiments
- 2145 - Installations générales, agencements, aménagements des constructions

215 - Installations techniques, matériel et outillage industriels

218 - Autres immobilisations corporelles
- 2181 - Installations générales, agencements, aménagements divers
- 2182 - Matériel de transport
- 2183 - Matériel de bureau et matériel informatique
- 2184 - Mobilier
- 2185 - Cheptel
- 2186 - Emballages récupérables

### 22. Immobilisations mises en concession
228 - Immobilisations grevées de droits

229 - Droits des propriétaires

### 23. Immobilisations en cours
231 - Immobilisations corporelles en cours
- 2312 - Terrains
- 2313 - Constructions
- 2315 - Installations techniques, matériel et outillage industriels
- 2318 - Autres immobilisations corporelles

232 - Immobilisations incorporelles en cours

237 - Avances et acomptes versés sur immobilisations incorporelles

238 - Avances et acomptes versés sur commandes d'immobilisations corporelles
- 2382 - Terrains
- 2383 - Constructions
- 2385 - Installations techniques, matériel et outillage industriels
- 2388 - Autres immobilisations corporelles

### 26. Participations et créances rattachées à des participations
261 - Titres de participation
- 2611 - Actions
- 2618 - Autres titres

266 - Autres formes de participation

267 - Créances rattachées à des participations

268 - Créances rattachées à des sociétés en participation
- 2681 - Principal
- 2688 - Intérêts courus

269 - Versements restant à effectuer sur titres de participation non libérés

### 27. Autres immobilisations financières
271 - Titres immobilisés (droit de propriété)
- 2711 - Actions

272 - Titres immobilisés (droit de créance)
- 2721 - Obligations
- 2722 - Bons
- 2728 - Autres

274 - Prêts
- 2742 - Prêts aux partenaires
- 2743 - Prêts au personnel
- 2748 - Autres prêts

275 - Dépôts et cautionnements versés
- 2751 - Dépôts
- 2755 - Cautionnements

276 - Autres créances immobilisées
- 2761 - Créances diverses
- 2768 - Intérêts courus

279 - Versements restant à effectuer sur titres immobilisés non libérés

### 28. Amortissements des immobilisations
280 - Amortissements des immobilisations incorporelles
- 2801 - Frais d'établissement
- 2804 - Donations temporaires d'usufruit
- 2808 - Autres immobilisations incorporelles

281 - Amortissements des immobilisations corporelles
- 2812 - Agencements, aménagements des terrains
- 2813 - Constructions
- 2814 - Constructions sur sol d'autrui
- 2815 - Installations techniques, matériel et outillage industriels
- 2818 - Autres immobilisations corporelles

### 29. Dépréciations des immobilisations
290 - Provisions pour dépréciations des immobilisations incorporelles
- 2906 - Droit au bail
- 2908 - Autres immobilisations incorporelles

291 - Provisions pour dépréciations des immobilisations corporelles
- 2911 - Terrains

294 - Dépréciations des biens reçus par legs ou donations destinés à être cédés

296 - Provisions pour dépréciations des participations et créances rattachées à des participations
- 2961 - Titres de participation
- 2966 - Autres formes de participation
- 2967 - Créances rattachées à des participations

297 - Provisions pour dépréciations des autres immobilisations financières
- 2971 - Titres immobilisés (droit de propriété)
- 2972 - Titres immobilisés (droit de créance)
- 2974 - Prêts
- 2975 - Dépôts et cautionnements versés
- 2976 - Autres créances immobilisées

## Classe 3: Stocks et en-cours

### 31. Matières premières et fournitures
311 - Matières (ou groupe) A

312 - Matières (ou groupe) B

317 - Fournitures A, B, C...

### 32. Autres approvisionnements
321 - Matières consommables

322 - Fournitures consommables
- 3221 - Combustibles
- 3222 - Produits d'entretien
- 3223 - Fournitures d'atelier ou d'usine
- 3224 - Fournitures de magasin
- 3225 - Fournitures de bureau

326 - Emballages
- 3261 - Emballages perdus
- 3265 - Emballages récupérables non identifiables
- 3267 - Emballages à usage mixte

### 33. En-cours de production de biens
331 - Produits en cours

335 - Travaux en cours

### 34. En-cours de production de services
341 - Études en cours

345 - Prestations de service en cours

### 35. Stocks de produits
351 - Produits intermédiaires

355 - Produits finis

358 - Produits résiduels ou matières de récupération

### 37. Stocks de marchandises
371 - Marchandises (ou groupe) A

372 - Marchandises (ou groupe) B

### 39. Dépréciations des stocks et en-cours
391 - Provisions pour dépréciations des matières premières et fournitures

392 - Provisions pour dépréciations des autres approvisionnements

393 - Provisions pour dépréciations des en-cours de productions de biens

394 - Provisions pour dépréciations des en-cours de productions de services

395 - Provisions pour dépréciations des stocks de produits

397 - Provisions pour dépréciations des stocks de marchandises

## Classe 4: Comptes de tiers

### 40. Fournisseurs et comptes rattachés
400 - Fournisseurs et comptes rattachés

401 - Fournisseurs
- 4011 - Fournisseurs - Achats de biens et prestations de service
- 4017 - Fournisseurs - Retenues de garanties

403 - Fournisseurs - Effets à payer

404 - Fournisseurs d'immobilisations
- 4041 - Fournisseurs - Achats d'immobilisations
- 4047 - Fournisseurs d'immobilisations - Retenues de garanties

405 - Fournisseurs d'immobilisations - Effets à payer

408 - Fournisseurs - Factures non parvenues
- 4081 - Fournisseurs
- 4084 - Fournisseurs d'immobilisations
- 4088 - Fournisseurs - Intérêts courus

409 - Fournisseurs débiteurs
- 4091 - Fournisseurs - Avances et acomptes versés sur commandes
- 4096 - Fournisseurs - Créances pour emballages et matériel à rendre
- 4097 - Fournisseurs - Autres avoirs
- 4098 - Rabais, remises et ristournes à obtenir et autres avoirs non encore reçus

### 41. Clients, adhérents, usagers et comptes rattachés
410 - Clients, adhérents, usagers et comptes rattachés

411 - Clients, adhérents et usagers
- 4111 - Clients, adhérents, usagers et comptes rattachés - Ventes de biens ou de prestations de service
- 4117 - Clients, adhérents, usagers et comptes rattachés - Retenues de garanties

413 - Clients, adhérents et usagers - Effets à recevoir

416 - Clients, adhérents et usagers douteux ou litigieux

418 - Clients, adhérents et usagers - Produits non encore facturés
- 4181 - Clients, adhérents et usagers - Factures à établir
- 4188 - Clients, adhérents et usagers - Intérêts courus

419 - Clients, adhérents et usagers créditeurs
- 4191 - Clients, adhérents et usagers - Avances et acomptes reçus sur commandes
- 4196 - Clients, adhérents et usagers - Dettes sur emballages et matériels consignés
- 4197 - Clients, adhérents et usagers - Autres avoirs
- 4198 - Rabais, remises et ristournes à accorder et autres avoirs à établir

### 42. Personnel et comptes rattachés
421 - Personnel - Rémunérations dues
422 - Comités d'entreprise, d'établissement

425 - Personnel - Avances et acomptes

426 - Personnel - Dépôts

427 - Personnel - Oppositions

428 - Personnel - Charges à payer et produits à recevoir
- 4282 - Dettes provisionnées pour congés à payer
- 4286 - Autres charges à payer
- 4287 - Produits à recevoir

### 43. Sécurité sociale et autres organismes sociaux
431 - Sécurité sociale

437 - Autres organismes sociaux
- 4372 - Mutuelles
- 4373 - Caisses de retraite et de prévoyance
- 4374 - Caisses d'allocations de chômage - Pôle Emploi
- 4378 - Autres organismes sociaux - Divers

438 - Organismes sociaux - Charges à payer et produits à recevoir
- 4382 - Cotisations sociales sur congés à payer
- 4386 - Autres charges à payer
- 4387 - Produits à recevoir

### 44. État et autres collectivités publiques
441 - État - Subventions à recevoir
- 4411 - Subventions d'investissement
- 4417 - Subventions d'exploitation
- 4419 - Avances sur subventions

442 - État - Impôts et taxes recouvrables sur des tiers
- 4421 - Prélèvement à la source (impôt sur le revenu)

444 - État - Impôts sur les bénéfices
- 4445 - Impôt sur les sociétés

445 - État - Taxes sur le chiffre d'affaires
- 4452 - TVA due intracommunautaire
- 4455 - TVA sur le chiffre d'affaires à décaisser
- 4456 - TVA sur le chiffre d'affaires déductible
- 4457 - TVA sur le chiffre d'affaires collectée par l'entité
- 4458 - TVA sur le chiffre d'affaires à régulariser ou en attente

447 - Autres impôts, taxes et versements assimilés
- 4471 - Impôts, taxes et versements assimilés sur rémunérations (administration des impôts)
  - 44711 - Taxe sur les salaires
  - 44713 - Participation des employeurs à la formation professionnelle continue
  - 44714 - Cotisation pour défaut d'investissement obligatoire dans la construction
  - 44718 - Autres impôts, taxes et versements assimilés
- 4473 - Impôts, taxes et versements assimilés sur rémunérations (autres organismes)
  - 44733 - Participation des employeurs à la formation professionnelle continue
  - 44734 - Participation des employeurs à l'effort de construction (versements à fonds perdu)
- 4475 - Autres impôts, taxes et versements assimilés (administration des impôts)
- 4477 - Autres impôts, taxes et versements assimilés (autres organismes)

448 - État - Charges à payer et produits à recevoir
- 4482 - Charges fiscales sur congés à payer
- 4486 - Autres charges à payer
- 4487 - Produits à recevoir

### 45. Confédération, fédération, union, entités affiliées
451 - Confédération, fédération, union, entités affiliées - Comptes courants

455 - Partenaires - Comptes courants

### 46. Débiteurs divers et créditeurs divers
461 - Créances reçues par legs ou donations

466 - Dettes des legs et donations

467 - Autres comptes débiteurs ou créditeurs

468 - Charges à payer et produits à recevoir
- 4681 - Frais des bénévoles
- 4686 - Autres charges à payer
- 4687 - Produits à recevoir

### 47. Comptes d'attente
471 - Recettes à classer

472 - Dépenses à classer et à régulariser

475 - Legs et donations en cours de réalisation

### 48. Comptes de régularisation
481 - Charges à répartir sur plusieurs exercices
- 4812 - Frais d'acquisitions des immobilisations
- 4816 - Frais d'émission des emprunts
- 4818 - Charges à étaler

486 - Charges constatées d'avance

487 - Produits constatés d'avance

488 - Comptes de répartition périodique des charges et des produits
- 4886 - Charges
- 4887 - Produits

### 49. Dépréciation des comptes de tiers
491 - Provisions pour dépréciations des comptes de clients, adhérents et usagers

496 - Provisions pour dépréciations des comptes de débiteurs divers
- 4962 - Créances sur cessions d'immobilisations
- 4965 - Créances sur cessions de valeurs mobilières de placement
- 4967 - Autres comptes débiteurs

## Classe 5: Comptes financiers

### 50. Valeurs mobilières de placement
502 - Actions propres

503 - Actions
- 5031 - Titres cotés
- 5035 - Titres non cotés

504 - Autres titres conférant un droit de propriété

506 - Obligations
- 5061 - Titres cotés
- 5065 - Titres non cotés

507 - Bons du Trésor et bons de caisse à court terme

508 - Autres valeurs mobilières de placement et autres créances assimilées
- 5081 - Autres valeurs mobilières
- 5082 - Bons de souscription
- 5088 - Intérêts courus sur obligations, bons et valeurs assimilées

509 - Versements restant à effectuer sur valeurs mobilières de placement non libérées

### 51. Banques, établissements financiers et assimilés
511 - Valeurs à l'encaissement
- 5111 - Coupons échus à l'encaissement
- 5112 - Chèques à encaisser
- 5113 - Effets à l'encaissement
- 5114 - Effets à l'escompte

512 - Banques
- 5121 - Comptes en monnaie nationale
- 5124 - Comptes en devises

513 - Caisse des Dépôts et Consignations

514 - Chèques postaux

517 - Autres organismes financiers
- 5171 - Caisse d'Epargne

518 - Intérêts courus
- 5181 - Intérêts courus à payer
- 5188 - Intérêts courus à recevoir

519 - Concours bancaires courants
- 5193 - Mobilisation de créances nées à l'étranger
- 5198 - Intérêts courus sur concours bancaires courants

### 53. Caisse
531 - Caisse du siège

532 - Caisse des lieux d'activité

### 54. Régies d'avances et accréditifs
541 - Régies d'avances

542 - Accréditifs

### 58. Virements internes
581 - Virements internes de fonds

### 59. Dépréciation des comptes financiers
590 - Provisions pour dépréciation des valeurs mobilières de placement
- 5903 - Actions
- 5904 - Autres titres conférant un droit de propriété
- 5906 - Obligations
- 5908 - Autres valeurs mobilières de placement et créances assimilées

## Classe 6: Comptes de charges

### 60. Achats (sauf 603)
601 - Achats stockés - Matières premières et fournitures

602 - Achats stockés - Autres approvisionnements
- 6021 - Matières consommables
- 6022 - Fournitures consommables
  - 60221 - Combustibles
  - 60222 - Produits d'entretien
  - 60223 - Fournitures d'atelier et d'usine
  - 60224 - Fournitures de magasin
  - 60225 - Fournitures de bureau
- 6026 - Emballages
  - 60261 - Emballages perdus
  - 60265 - Emballages récupérables non identifiables
  - 60267 - Emballages à usage mixte

604 - Achats d'études et prestations de service

606 - Achats non stockés de matières et fournitures
- 6061 - Fournitures non stockables (eau, énergie)
- 6063 - Fournitures d'entretien et de petit équipement
- 6064 - Fournitures administratives
- 6068 - Autres matières et fournitures

607 - Achats de marchandises
- 6071 - Marchandises (ou groupe) A
- 6072 - Marchandises (ou groupe) B

609 - Rabais, remises et ristournes obtenus sur achats
- 6091 - de matières premières et fournitures
- 6092 - d'autres approvisionnements stockés
- 6094 - d'études et prestations de service
- 6096 - d'approvisionnements non stockés
- 6097 - de marchandises
- 6098 - Rabais, remises et ristournes non affectés

### 603. Variations des stocks (approvisionnements et marchandises)
6031 - Variation des stocks de matières premières et fournitures

6032 - Variation des stocks des autres approvisionnements

6037 - Variation des stocks de marchandises

### 61. Services extérieurs
611 - Sous-traitance générale

612 - Redevances de crédit-bail
- 6122 - Crédit-bail mobilier

613 - Locations
- 6132 - Locations immobilières
- 6135 - Locations mobilières

614 - Charges locatives et de copropriété

615 - Entretiens et réparations
- 6152 - sur biens immobiliers
- 6155 - sur biens mobiliers
- 6156 - Maintenance

616 - Primes d'assurance
- 6161 - Multirisques
- 6162 - Assurance obligatoire dommage - construction
- 6168 - Autres assurances

617 - Études et recherches

618 - Divers
- 6181 - Documentation générale
- 6183 - Documentation technique
- 6185 - Frais de colloques, séminaires, conférences

619 - Rabais, remises et ristournes obtenus sur services extérieurs

### 62. Autres services extérieurs
621 - Personnel extérieur à l'entité

622 - Rémunérations d'intermédiaires et honoraires
- 6226 - Honoraires
  - 62264 - Honoraires sur legs ou donations destinés à être cédés
- 6227 - Frais d'actes et de contentieux

623 - Publicités, publications et relations publiques
- 6231 - Annonces et insertions
- 6233 - Foires et expositions
- 6236 - Catalogues et imprimés
- 6237 - Publications
- 6238 - Divers (pourboires, dons courants...)

624 - Transports de biens et transports collectifs du personnel
- 6241 - Transports sur achats
- 6243 - Transports entre établissements
- 6247 - Transports collectifs du personnel
- 6248 - Divers

625 - Déplacements, missions et réceptions
- 6251 - Voyages et déplacements
- 6256 - Missions
- 6257 - Réceptions

626 - Frais postaux et frais de télécommunications

627 - Services bancaires et assimilés

628 - Divers
- 6281 - Cotisations (liées à l'activité économique)
- 6284 - Frais de recrutement du personnel

629 - Rabais, remises et ristournes obtenus sur autres services extérieurs

### 63. Impôts, taxes et versements assimilés
631 - Impôts, taxes et versements assimilés sur rémunérations (administration des impôts)
- 6311 - Taxe sur les salaires
- 6313 - Participation des employeurs à la formation professionnelle continue
- 6314 - Cotisation pour défaut d'investissement obligatoire dans la construction

633 - Impôts, taxes et versements assimilés sur rémunérations (autres organismes)
- 6331 - Versement de transport
- 6333 - Participation des employeurs à la formation professionnelle continue
- 6334 - Participation des employeurs à l'effort de construction (versements à fonds perdu)

635 - Autres impôts, taxes et versements assimilés (administration des impôts)
- 6351 - Impôts directs
  - 63512 - Taxes foncières
  - 63513 - Autres impôts locaux
  - 63518 - Autres impôts directs
- 6353 - Impôts indirects
- 6354 - Droits d'enregistrement et de timbre
- 6358 - Autres droits

637 - Autres impôts, taxes et versements assimilés (autres organismes)

### 64. Charges de personnel
641 - Rémunérations du personnel
- 6411 - Salaires, appointements
- 6412 - Congés payés
- 6413 - Primes et gratifications
- 6414 - Indemnités et avantages divers
- 6415 - Supplément familial

645 - Charges de Sécurité sociale et de prévoyance
- 6451 - Cotisations à l'URSSAF
- 6452 - Cotisations aux mutuelles
- 6453 - Cotisations aux caisses de retraite et de prévoyance
- 6454 - Cotisations à Pôle Emploi
- 6458 - Cotisations aux autres organismes sociaux

647 - Autres cotisations sociales
- 6472 - Versements aux comités d'entreprise et d'établissement
- 6475 - Médecine du travail, pharmacie

648 - Autres charges de personnel

### 65. Autres charges de gestion courante
651 - Redevances pour concessions, brevets, licences, marques, procédés
- 6516 - Droits d'auteur et de reproduction (SACEM)
- 6518 - Autres droits et valeurs similaires

653 - Charges de la générosité du public
- 6531 - Autres charges sur legs ou donations

654 - Pertes sur créances irrécouvrables
- 6541 - Créances de l'exercice
- 6544 - Créances des exercices antérieurs

657 - Aides financières
- 6571 - Aides financières octroyées
- 6572 - Quotes-parts de générosité reversée

658 - Charges diverses de gestion courante
- 6586 - Cotisations (liées à la vie statutaire)

### 66. Charges financières
661 - Charges d'intérêts
- 6611 - Intérêts des emprunts et dettes
- 6616 - Intérêts bancaires
- 6618 - Intérêts des autres dettes

666 - Pertes de change

667 - Charges nettes sur cessions de valeurs mobilières de placement

### 67. Charges exceptionnelles
671 - Charges exceptionnelles sur opérations de gestion
- 6712 - Pénalités, amendes fiscales et pénales
- 6713 - Dons, libéralités
- 6714 - Créances devenues irrécouvrables dans l'exercice
- 6717 - Rappel d'impôts (autres qu'impôts sur les bénéfices)
- 6718 - Autres charges exceptionnelles sur opérations de gestion

672 - Charges sur exercice antérieur (à reclasser)

673 - Apports ou affectations en numéraire

675 - Valeurs comptables des éléments d'actifs cédés
- 6751 - Immobilisations incorporelles
- 6752 - Immobilisations corporelles
- 6754 - Immobilisations reçues par legs ou donations
- 6756 - Immobilisations financières

678 - Autres charges exceptionnelles

### 68. Dotations aux amortissements, provisions et engagements
681 - Dotations aux amortissements et aux provisions - Charges d'exploitation
- 6811 - Dotations aux amortissements des immobilisations incorporelles et corporelles
  - 68111 - Immobilisations incorporelles
  - 68112 - Immobilisations corporelles
- 6812 - Dotations aux amortissement des charges d'exploitation à répartir
- 6815 - Dotations aux provisions pour risques et charges d'exploitation
- 6816 - Dotations pour dépréciations des immobilisations incorporelles et corporelles
  - 68164 - Dotations pour dépréciation d'actifs reçus par legs ou donations destinés à être cédés
- 6817 - Dotations aux provisions pour dépréciations des actifs circulants

686 - Dotations aux amortissements et aux provisions - Charges financières
- 6866 - Dotations aux provisions pour dépréciations des éléments financiers
  - 68662 - Immobilisations financières
  - 68665 - Valeurs mobilières de placement

687 - Dotations aux amortissements et aux provisions - Charges exceptionnelles
- 6871 - Dotations aux amortissements exceptionnels des immobilisations
- 6876 - Dotations aux provisions pour dépréciations exceptionnelles

689 - Reports en fonds dédiés
- 6891 - Reports en fonds reportés
- 6894 - Reports en fonds dédiés sur subventions d'exploitation
- 6895 - Reports en fonds dédiés sur contributions financières d'autres organismes
- 6896 - Reports en fonds dédiés ressources liées à la générosité du public

### 69. Impôts sur les bénéfices
695 - Impôts sur les sociétés de personnes morales non lucratives

## Classe 7: Comptes de produits

### 70. Ventes de produits fabriqués, prestations de services, marchandises
701 - Ventes de produits finis

706 - Prestations de service
- 7063 - Parrainages

707 - Ventes de marchandises
- 7073 - Ventes de dons en nature

708 - Produits des activités annexes
- 7081 - Produits des prestations fournies au personnel
- 7083 - Locations diverses
- 7084 - Mise à disposition de personnel facturée
- 7088 - Autres produits d'activités annexes

709 - Rabais, remises et ristournes accordés par l'entité

### 71. Production stockée (ou déstockage)
713 - Variation des stocks (en-cours de production, produits)
- 7133 - Variation des en-cours de production de biens
- 7134 - Variation des en-cours de productions de service
- 7135 - Variation des stocks de produits

### 75. Autres produits de gestion courante
751 - Redevances pour concessions, brevets, licences, marques, procédés, droits et valeurs similaires

753 - Versements des fondateurs ou consommation de la dotation
- 7531 - Versements des fondateurs
- 7532 - Quotes-parts de dotation consomptible virée au compte de résultat

754 - Ressources liées à la générosité du public
- 7541 - Dons manuels
  - 75411 - Dons manuels
  - 75412 - Abandons de frais par les bénévoles
- 7542 - Mécénats
- 7543 - Legs, donations et assurances-vie
  - 75431 - Assurances-vie
  - 75432 - Legs ou donations
  - 75433 - Autres produits sur legs ou donations

755 - Contributions financières
- 7551 - Contributions financières d'autres organismes
- 7552 - Quotes-parts de générosités reçues

756 - Cotisations
- 7561 - Cotisations sans contrepartie
- 7562 - Cotisations avec contrepartie

757 - Gains de change sur créances et dettes d'exploitation

### 76. Produits financiers
761 - Produits des participations

762 - Produits des autres immobilisations financières
- 7621 - Revenus des titres immobilisés
- 7624 - Revenus des prêts

764 - Revenus des valeurs mobilières de placement

765 - Escomptes obtenus

766 - Gains de change

767 - Produits nets sur cessions de valeurs mobilières de placement

768 - Autres produits financiers
- 7681 - Intérêts des comptes financiers débiteurs

### 77. Produits exceptionnels
771 - Produits exceptionnels sur opérations de gestion
- 7713 - Libéralités perçues
- 7714 - Rentrées sur créances amorties
- 7715 - Subvenions d'équilibre
- 7717 - Dégrèvement d'impôts (autres qu'impôts sur les bénéfices)
- 7718 - Autres produits exceptionnels sur opérations de gestion

772 - Produits sur exercice antérieur (à reclasser)

775 - Produits de cessions des éléments d'actif
- 7751 - Immobilisations incorporelles
- 7752 - Immobilisations corporelles
- 7754 - Immobilisations reçues en legs ou donations destinées à être cédées
- 7756 - Immobilisations financières

777 - Quote-part des subventions d'investissement virée au compte de résultat

778 - Autres produits exceptionnels

### 78. Reprises sur amortissements, dépréciations et provisions
781 - Reprises sur amortissements, dépréciations et provisions des immobilisations (à inscrire dans les produits d'exploitation)
- 7811 - Reprises sur amortissements des immobilisations incorporelles et corporelles
- 7815 - Reprises sur provisions pour risques et charges d'exploitation
- 7816 - Reprises sur dépréciations des immobilisations incorporelles et corporelles
  - 78164 - Reprises sur dépréciations d'actifs reçus par legs ou donations destinés à être cédés
- 7817 - Reprises sur provisions pour dépréciations des actifs circulants

786 - Reprises sur provisions (à inscrire dans les produits financiers)
- 7866 - Reprises sur provisions pour dépréciations des éléments financiers
  - 78662 - Immobilisations financières
  - 78665 - Valeurs mobilières de placement

787 - Reprises sur provisions (à inscrire dans les produits exceptionnels)
- 7876 - Reprises sur provisions pour dépréciations exceptionnelles

789 - Utilisations de fonds reportés et de fonds dédiés
- 7891 - Utilisations de fonds reportés
- 7894 - Utilisations de fonds dédiés sur subventions d'exploitation
- 7895 - Utilisations de fonds dédiés sur contributions financières d'autres organismes
- 7896 - Utilisations de fonds dédiés sur ressources liées à la générosité du public

### 79. Transferts de charges
791 - Transferts de charges d'exploitation

796 - Transferts de charges financières

797 - Transferts de charges exceptionnelles

## Classe 8: Comptes spéciaux

### 86. Emplois des contributions volontaires en nature
860 - Secours en nature

861 - Mise à disposition gratuite de biens

862 - Prestations

864 - Personnel bénévole

### 87. Contributions volontaires en nature
870 - Dons en nature

871 - Prestations en nature

875 - Bénévolat